# La cordillera
La cordillera és una pel·lícula argentina dirigida per Santiago Mitre, estrenada l'any 2017, amb Ricardo Darín en el paper del president argentí i Dolores Fonzi en el de la seva filla. Aquest thriller polític va rebre el premi Arte internacional al projecte en el Festival de Canes de 2016, i és presentat en selecció oficial « Un certa mirada » en ell Festival de Canes 2017.

## Argument
En plena cimera dels caps d'Estats llatinoamericans a Santiago de Xile, el president argentí Hernán Blanco es veu implicat en un afer de corrupció a causa del seu gendre.

## Repartiment
| Ricardo Darín |  | Ricardo Darín |
| Ricardo Darín |  | Dolores Fonzi |

- Ricardo Darín: Hernán Blanco, el president argentí
- Dolores Fonzi: Marina Blanco, la seva filla
- Érica Rivas: Luisa Cordero, la secretària del president argentí
- Gerardo Romano: Castex, el cap de gabinet dels ministres de l'Argentina
- Paulina García: Paula Sherson, la presidenta xilena
- Daniel Giménez Cacho: Sebastián Sastre, el president mexicà
- Elena Anaya: Claudia Klein, la periodista espanyola
- Alfredo Castro: Desiderio García, el psicòleg
- Christian Slater: Dereck Mc Kinley

## Producció

### Gènesi i desenvolupament
Santiago Mitre ha declarat: « He tingut recentment l'ocasió d'entrevistar, de manera certament informal, amb un home que va ser president del seu país durant diversos anys. "Hom no està mai tan sol com quan s'exerceix el poder", va subratllar molt ràpidament. Aquesta idea d'un poder que aïlla, tanca, acordona, m'interessava particularment. Reflexionant sobre aquestes qüestions fora del camp de les ciències socials i polítiques, i deixant de costat la intriga shakespeariana (tipus House of Cards), és la figura de Faust, o la metàfora faustiana, que em va proporcionar l'enfocament més evident. Metàfora, perquè en aquest film, almenys en aparença, no hi ha ni Mefistofeles ni Faust, i ningú no va concloure un pacte. No obstant això, un cert perill semblava planejar. Hi ha un element faustià en l'exercici del poder: una devoció absoluta per arribar a la seva fi, per arribar al seu objectiu. Què es sacrifica pel camí ? Quin és el premi a pagar? La vida privada, la salut, la família. La Cordillera és un conte fantàstic (una història de terror sense monstre) sobre un president envoltat pels seus dimonis. »

### Repartiment dels papers
Santiago Mitre troba membres de l'equip del seu precedent film, Paulina, com el guionista Mariano Llinás i l'actriu Dolores Fonzi (la seva cònjuge), i s'envolta de prestigiosos col·laboradors internacionals: l'Argentí Ricardo Darín (El secreto de sus ojos, Relatos salvajes), el Mexicà Daniel Giménez Cacho (Y tu mamá también, La mala educación) i l'Americà Christian Slater (El Nom de la rosa, Amor a boca de canó) entre els actors;el compositor espanyol Alberto Iglesias (Hable con ella, La Constància del jardiner), la modista també espanyola Sonia Grande (The Others, Midnight in Paris) o encara el Disseny de producció argentí Sebastián Orgambide (Tetro, El Clan) entre l'equip tècnic.

### Rodatge
El rodatge ha durat vuit setmanes, de Santiago de Xile a Buenos passant per San Carlos de Bariloche i Valle Nevado a la cordillera dels Andes

## Premis i nominacions
- Festival de Canes 2016: premi Arte internacional al projecte.[3]
- Festival de Canes 2017: selecció oficial « Un Certain Regard ».

## Crítica
- "Compta amb molts actors llatinoamericans amb talent, però deixa massa caps per lligar (...) Com a pel·lícula de gènere, especialment un thriller que depèn d'un desenvolupament sòlid, no és satisfactòria."[4]
- "Massa recent per ser una obra d'època, massa antiga per capturar l'esperit del moment (...) No aconsegueix articular una idea més detallada que la que els polítics també són persones"[5]
- "Mitre (...) aposta per les ombres del joc polanskià, per la paranoia del seu to, per la atmosfera poc tranquil·litzadora. I aquí interpreta un rol crucial la calculada ambigüitat d'un Ricardo Darín que domina qualsevol registre sense esforç. (...) Puntuació: ★★★★ (sobre 5)"[6]